# جورج بيريز (لاعب كرة قاعدة)
جورج بيريز (بالإنجليزية: George Perez)‏ هو لاعب كرة قاعدة أمريكي، ولد في 29 ديسمبر 1937 في سان فيرناندو في الولايات المتحدة.

## وصلات خارجية
- جورج بيريز على موقعبيزبول رفرنس.كوم (الدوري الرئيسي) (الإنجليزية)
- جورج بيريز على موقعبيزبول رفرنس.كوم (الدوري الثانوي) (الإنجليزية)